# هوگو ویوینگ
هوگو والاس ویوینگ (به انگلیسی: Hugo Wallace Weaving) (زادهٔ ۴ آوریل ۱۹۶۰) بازیگر بریتانیایی-استرالیایی است.

## فیلم‌شناسی

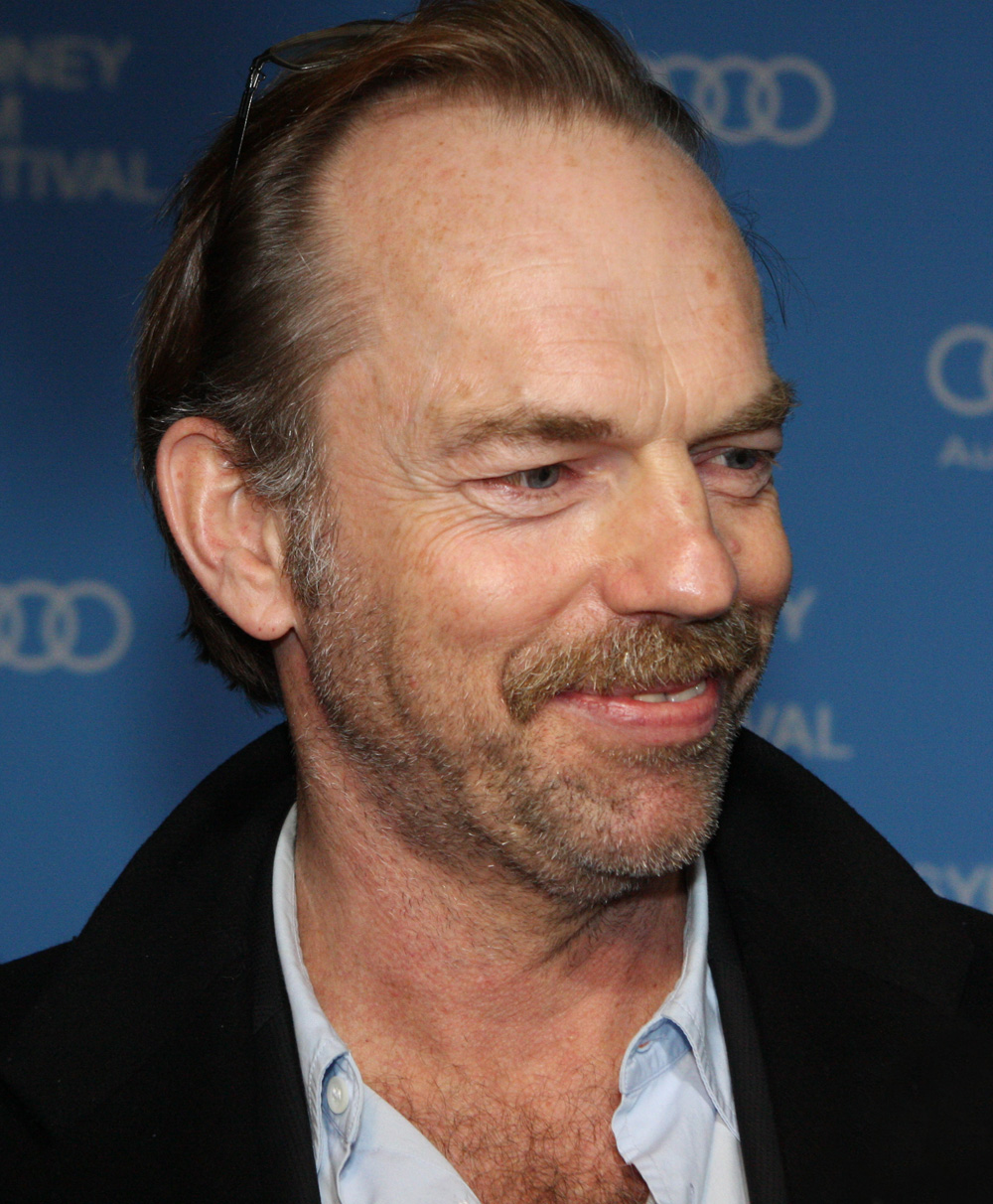
در جشنواره فیلم سیدنی ۲۰۱۳

ویوینگ توانست با نقش آفرینی در نقش مأمور اسمیت در سه گانه فیلم های ماتریکس، یکی از بهترین شخصیت های منفی را خلق کند و پس از آن به ترتیب در سه گانه ارباب حلقه ها و سه گانه هابیت به شهرت رسید.
فیلم‌هایی که هوگو ویوینگ در آنها به ایفای نقش پرداخته است عبارتند از: 
- (۱۹۹۴) – ماجراهای پریسیلا، ملکه صحرا، در نقش آنتونی بلروز.
- (۱۹۹۱) – مدرک، در نقش مارتین.
- (۱۹۹۸) – مصاحبه، در نقش ادوارد رودنی فِلِمینگ.
- (۱۹۹۹) – ماتریکس، در نقش مامور اسمیت.
- (۲۰۰۱) – ارباب حلقه‌ها: یاران حلقه، در نقش الروند.
- (۲۰۰۲) – ارباب حلقه‌ها: دو برج، در نقش الروند.
- (۲۰۰۳) – ارباب حلقه‌ها: بازگشت پادشاه، در نقش الروند.
- (۲۰۰۳) – ماتریکس بارگذاری مجدد، در نقش مامور اسمیت.
- (۲۰۰۳) – انقلاب‌های ماتریکس، در نقش مامور اسمیت.
- (۲۰۰۵) – ماهی کوچک، در نقش لیونل داوسن.
- (۲۰۰۵) – وی مثل وندتا، در نقش وی.
- (۲۰۰۶) – خوش‌قدم، در نقش نوآه.
- (۲۰۰۷) – تبدیل‌شوندگان، در نقش مگاترون.
- (۲۰۰۸) – قلاب مناقصه، در نقش مک‌هیث.
- (۲۰۰۹) – تبدیل شوندگان: انتقام سقوط، در نقش مگاترون.
- (۲۰۱۰) – مرد گرگ‌نما، در نقش دکتر فرانسیس ابرلاین.
- (۲۰۱۰) – افسانه محافظان: جغدهای گاهول، در نقش ناکتوز و گریمبل.
- (۲۰۱۱) – کاپیتان آمریکا:نخستین انتقام جو، در نقش جمجمه قرمز.
- (۲۰۱۱) – خوش قدم ۲، در نقش نوآه.
- (۲۰۱۲) – هابیت: یک سفر غیرمنتظره، در نقش الروند.
- (۲۰۱۲) – اطلس ابر، در نقش های مختلف.
- (۲۰۱۲) – تبدیل شوندگان: نیمه تاریک ماه، در نقش مگاترون.
- (۲۰۱۳) – جاده مرموز، در نقش جانو.
- (۲۰۱۳) – چرخش، در نقش باب لانگ.
- (۲۰۱۴) – هابیت: نبرد پنج سپاه، در نقش الروند.
- (۲۰۱۵) – خیاط، در نقش هوراتیو فارات.
- (۲۰۱۵) – سرزمین بیگانه، در نقش دیوید ری.
- (۲۰۱۶) – ستیغ هک‌سا، در نقش تام داس.
- (۲۰۱۷) – جاسپر جونز، در نقش مد جک لیونل.
- (۲۰۱۸) – پاتریک ملروز، در نقش دیوید ملروز.
- (۲۰۱۸) – موتور های مرگبار، در نقش تادئوس ولنتاین.
- (۲۰۱۸) – قلب‌ها و استخوان‌ها، در نقش دن فیشر.
- (۲۰۲۲) – سرزمین عشق، در نقش دکتر برگمن.
- (۲۰۲۴) – اسب‌های آرام، در نقش فرانک هارکنس.